# Mongán mac Fiachnai
Mongán mac Fiachnai  (mort vers 625) est un prince irlandais des Cruithnes et le fils de Fiachnae mac Báetáin et de Caintigern ,présentée comme la fille d’un roi d’Alba nommé Conndach.

## Contexte
On connait peu d'éléments de la vie de Mongán seule sa mort fait l'objet d'une entrée dans les Annales d'Ulster. Il apparaît comme un personnage du Cycle des rois dans lequel il est présenté comme le fils de  Manannan Mac Lir et peut-être la réincarnation du légendaire héros Fionn Mac Cumhaill du Cycle Fenian. Son histoire originale est narrée dans le  Compert Mongáin inclus dans le Livre Jaune de Lecan (en) et le Lebor na hUidre.

## Compert Mongáin
.../...

## Union et postérité
Dans le récit de Forgoll et Fothad, Mongán est réputé avoir épousé Breothigernd. Tucait Baili Mongáin désigne son épouse comme Findtigernd le Banshenchas ou Laure des Femmes inclus dans le Livre de Leinster, et attribué à un poète du Leinster nommé Gilla Mo-Dutu (mort en 1147) indique que Mongán épouse Dub Lacha une fille de Fiachnae mac Demmáin du Dál Fiatach roi d'Ulaid dont
- Colcu
- Conall